# Kaya (가수)
Kaya(일본어: 迦夜, かや 카야[*], 1980년 7월 17일 ~ )는 일본의 비주얼계 가수, 작곡가, 음악 프로듀서이다.